# ملا عمر
ملا محمد عمر مجاهد (1960/1959 - 23 أبريل 2013) ويعرف أيضاً بـملا عمر هو القائد الأعلى والزعيم الروحي لحركة طالبان الأفغانية حتى وفاته، وكان الرئيس الأفغاني الحادي عشر تحت مسمى رئيس المجلس الأعلى وذلك في فترة حكم طالبان بين 1996 و2001 قبل الغزو الأمريكي عام 2001 وكان ملا عمر أحد أشهر المطلوبين في الولايات المتحدة الأمريكية.

## نشأته
ولد ملا عمر عام 1959 في قرية (نوده) من قرى قندهار، وينحدر من عشيرة الهوتك من أفخاذ قبيلة «غلزايي» البشتونية المعروفة، واشتهرت قبيلة الهوتك في التاريخ المعاصر لأفغانستان عندما أسس كبيرها القائد الأفغاني المعروف مير ويس الهوتكي إمبراطورية أفغانية على أنقاض دولة شيعية بعد فتحه مدينة أصفهان الشهيرة. ينحدر ملا عمر من أسرة فقيرة جدا ليس لها حتى الآن قطعة أرض ولا بيت سكني.
كان أجداده من المولوية الذين كانوا يشتغلون بالإمامة في المساجد، ويعيشون على مساعدات ضئيلة تقدم لهم من أهل القرية. توفي أبوه عندما كان عمره ثلاث سنوات، ولم ينجب أبوه غيره، وتزوج عمه الأكبر المولوي محمد أنور من أمه، وأنجب منها ثلاثة أولاد وأربع بنات كلهم ما زالوا على قيد الحياة، وتربى هو أيضا في حضن عمه (زوج أمه) محمد أنور الذي درس له الكتب الابتدائية، وانتقلت الأسرة إلى مديرية «دهراود» ولاية أرزجان؛ حيث كان يشتغل زوج الأم إماما للمسجد وخطيبا له.

## الغزو السوفيتي
عندما دخلت القوات السوفيتية إلى أفغانستان كان عُمر الملا محمد عمر حوالي 19 عامًا، وكان يدرس في منطقة «سنج سار» بمديرية «ميوند» من ولاية «قندهار»، ترك الدراسة والتحق بالمقاومة الشعبية الجهادية التي اندلعت فور دخول القوات السوفيتية إلى أفغانستان. شارك في عدة معارك ضد قوات الاتحاد السوفيتي السابق في ولايتي قندهار وأرزجان اللتين شهدتا معارك ضارية، وكان يتنقل من منظمة إلى أخرى، وبقي فترة طويلة قائدا لمجموعة صغيرة في جبهة القائد ملا محمد التابعة للحزب الإسلامي بزعامة مولوي محمد يونس خالص، واستقر به المقام آخر الأمر في حزب «حركة الانقلاب الإسلامي» التابع للمولوي محمد نبي محمدي، والحزبان كان عمادهما علماء الدين.
فعمل على تجنيد طلاب المدارس القرآنية والشباب من مخيمات اللاجئين في محاولة لحفظ الأمن. وكانت هذه هي بداية حركة طالبان (الطلاب بالأفغانية). الكثير من القيادات العسكرية والإدارية لحركة طالبان هم من زملائه في فترة المقاومة مثل: [[ملا محمد]] (توفي في الأيام الأولى من نشأة الحركة، وكان من أقرب الناس إليه)، وملا بورجان (توفي في الطريق إلى كابل في الهجوم الذي سقطت في أيديهم)، وملا برادر آخوند، وملا يار محمد (الذي توفي في الهجوم على باميان)، وملا عبيد الله (وزير الدفاع إبان حكم طالبان).
يصفه من يعرفه بطول قامته «1.98 متر» وعنفه في الأمور القيادية. وخلال القتال الدائر بين المقاتلين الأفغان والقوات السوفييتية الغازية، فقد ملا عمر أحد عينيه في أحد المعارك. ولم يتمتع ملا عمر بالظهور الإعلامي في فترة ترأسه لأفغانستان وقلما التقى مع غير المسلمين ولم تتداول الأوساط الإعلامية صور له.
وكان جلياً عدم اهتمام ملا عمر بالأمور السياسية وتفرغه للقضايا التي تعنى بالدين الإسلامي وخير دليل بقائه في مدينة قندهار بعد الإطاحة بالحكومة بقيادة «رباني» وعدم انتقاله للعاصمة كابول حسب ما تقتضيه الأعراف الدولية وكذلك كان يمنع المصورين من تصويره بالفيديو لانه يعتقد أن هذا الشيء «حرام». وفي عام 2001، أثار ملا عمر زوبعة عالمية عندما أصدر أمراً بهدم التماثيل البوذية القابعة في مدينة باميان تطبيقاً لما رأه من أن التماثيل شي يناقض التعاليم الإسلامية ولم يعر ملا عمر بالاً للمطالب الدولية بعدم هدمها كونها معالم أثرية.

## بعد الغزو من قبل قوات التحالف
وبعد انسحاب مقاتلي طالبان من العاصمة كابول، ظلَّ مصير «ملا» محمد عمر مشابهاً لمصير أسامة بن لادن – السبب الرئيس لاجتياح القوات الأمريكية لأفغانستان بفارق ظهور أسامة بن لادن بين الفينة والأخرى على وسائل الإعلام العالمية بأشرطة فيديو ورسائل صوتية إلا أن ملا عمر كان لا يزال متواري عن الأنظار حتى وفاته.

## وفاته
قال الناطق باسم المخابرات الأفغانية حسيب صديقي الأربعاء 29 يوليو 2015 أن «الملا عمر توفي في مستشفى بكراتشي في أبريل 2013 في ظروف غامضة».
أصدرت حركة طالبان أفغانستان الخميس 30 يوليو 2015 بيانا أكدت فيه وفاة زعيمها الملا محمد عمر «بسبب المرض» من غير أن تحدد تاريخ وفاته، وذلك غداة صدور إعلان بهذا الصدد عن الحكومة الأفغانية.
مكان قبره
بعد 9 سنوات من وفاته أعلنت حركة طالبان في 7 نوفمبر 2022 مكان قبر الملا عمر في منطقة قرب عمرزو في ولاية زابل وأوضح المتحدث باسم الحركة ذبيح الله مجاهد إلى «أنها أخفت مكان قبره كي لا يتم إلحاق الضرر فيه بسبب الحرب».

## روابط خارجية
- ملا عمر على موقع IMDb (الإنجليزية)
- ملا عمر على موقع الموسوعة البريطانية (الإنجليزية)
- ملا عمر على موقع مونزينجر (الألمانية)
- ملا عمر على موقع إن إن دي بي (الإنجليزية)